# Nighthawks at the Diner
Nighthawks at the Diner je koncertní album amerického zpěváka Toma Waitse, vydané v roce 1975 u Asylum Records.

## Seznam skladeb
Všechny skladby napsal Tom Waits, není-li uvedeno jinak.

### Strana 1
1. "(Opening Intro)" - 2:58
2. "Emotional Weather Report" - 3:47
3. "(Intro)" to "On a Foggy Night" - 2:16
4. "On a Foggy Night" - 3:48
5. "(Intro)" to "Eggs and Sausage" - 1:53
6. "Eggs and Sausage (In a Cadillac with Susan Michelson)" - 4:19

### Strana 2
1. "(Intro)" to "Better Off Without a Wife" - 3:02
2. "Better Off Without a Wife" - 3:59
3. "Nighthawk Postcards (From Easy Street)" - 11:30

### Strana 3
1. "(Intro)" to "Warm Beer and Cold Women" - 0:55
2. "Warm Beer and Cold Women" - 5:21
3. "(Intro)" to "Putnam County" - 0:47
4. "Putnam County" - 7:35
5. "Spare Parts I (A Nocturnal Emission)" (Waits, Chuck E. Weiss) - 6:25

### Strana 4
1. "Nobody" - 2:51
2. "(Intro)" to "Big Joe and Phantom 309" - 0:40
3. "Big Joe and Phantom 309" (Tommy Faile) - 6:29
4. "Spare Parts II and Closing" (Waits, Weiss) - 5:13

## Sestava
- Tom Waits – zpěv, piáno, kytara
- Pete Christlieb – tenor saxofon
- Bill Goodwin – bicí
- Jim Hughart – kontrabas
- Mike Melvoin – piáno